# Sándor Mátrai
Sándor Mátrai (Nagyszénás, 20 novembre 1932 – Budapest, 29 maggio 2002) è stato un calciatore ungherese, di ruolo difensore.

## Caratteristiche Tecniche
Sándor Mátrai era un difensore agile e forte fisicamente. La sua miglior caratteristica però era la velocità, infatti era un atleta e ha partecipato alle olimpiadi di Helsinki 1952 come riserva della squadra Ungherese della staffetta 4x100 che ha vinto la medaglia di bronzo in quell'edizione.

## Carriera
Con la maglia del Ferencvaros vinse per 3 volte il campionato ungherese (1963, 1964, 1967).

## Palmarès

### Club

#### Competizioni nazionali
- Campionato ungherese: 3

Ferencvaros: 1962-1963, 1964, 1967
- Coppa d'Ungheria: 1

Ferencvaros: 1957-1958

#### Competizioni internazionali
- Coppa delle Fiere: 1

Ferencvaros: 1964-1965